# Regi Siriwardena
Regi Siriwardena, född 15 maj 1922, död 15 december 2004 var en lankesisk akademiker, journalist och författare.

## Verk

### Böcker
- Waiting for the Soldier (1989)
- To the Muse of Insomnia (1990)
- Poems and Selected Translations (1993)
- Octet: Collected Plays (1995)
- The Lost Lenore (1996)
- Among My Souvenirs (1997)
- Working Underground: The LSSP in Wartime (1999)

### Manus
- Gamperaliya (1965) (under namnet Reggie Siriwardena)
- Golu Hadawatha (1969) (under namnet Reggie Siriwardena)